# Contre-la-montre féminin aux championnats du monde de cyclisme sur route 2008
Navigation
2007 2009
Le contre-la-montre féminin des championnats du monde de cyclisme sur route 2008 a lieu le 24 septembre 2008 à Varèse en Italie, sur un parcours de 25,15 km. Il est remporté par l'Américaine Amber Neben.

## Classement
|                                    | Coureur               | Pays                       |    | Temps          |
| ---------------------------------- | --------------------- | -------------------------- | -- | -------------- |
| Médaille d'or, Coupe du Monde      | Amber Neben           | États-Unis                 | en | 33 min 51 s 35 |
| Médaille d'argent, Coupe du Monde  | Christiane Soeder     | Autriche                   | +  | 7 s 56         |
| Médaille de bronze, Coupe du Monde | Judith Arndt          | Allemagne                  |    | 22 s 77        |
| 4                                  | Tatiana Antoshina     | Russie                     |    | 23 s 39        |
| 5                                  | Kristin Armstrong     | États-Unis                 |    | 25 s 27        |
| 6                                  | Karin Thürig          | Suisse                     |    | 30 s 99        |
| 7                                  | Susanne Ljungskog     | Suède                      |    | 57 s 38        |
| 8                                  | Emma Pooley           | Royaume-Uni                |    | 57 s 52        |
| 9                                  | Charlotte Becker      | Allemagne                  |    | 1 min 3 s 32   |
| 10                                 | Linda Villumsen       | Danemark                   |    | 1 min 5 s 43   |
| 11                                 | Anne Samplonius       | Canada                     |    | 1 min 8 s 91   |
| 12                                 | Christine Thorburn    | États-Unis                 |    | 1 min 17 s 16  |
| 13                                 | Jeannie Longo         | France                     |    | 1 min 20 s 03  |
| 14                                 | Emma Johansson        | Suède                      |    | 1 min 26 s 31  |
| 15                                 | Diana Žiliūtė         | Lituanie                   |    | 1 min 36 s 83  |
| 16                                 | Vicki Whitelaw        | Australie                  |    | 1 min 36 s 23  |
| 17                                 | Julie Beveridge       | Canada                     |    | 1 min 53 s 56  |
| 18                                 | Martina Ruzickova     | Tchéquie                   |    | 2 min 2 s 24   |
| 19                                 | Sharon Laws           | Royaume-Uni                |    | 2 min 3 s 06   |
| 20                                 | Eleonora van Dijk     | Pays-Bas                   |    | 2 min 11 s 46  |
| 21                                 | Regina Bruins         | Pays-Bas                   |    | 2 min 14 s 52  |
| 22                                 | Pascale Schnider      | Suisse                     |    | 2 min 15 s 64  |
| 23                                 | Bridie O'Donnell      | Australie                  |    | 2 min 17 s 73  |
| 24                                 | Alexis Rhodes         | Australie                  |    | 2 min 21 s 11  |
| 25                                 | Kirsten Wild          | Pays-Bas                   |    | 2 min 27 s 84  |
| 26                                 | Edwige Pitel          | France                     |    | 2 min 37 s 03  |
| 27                                 | Grete Treier          | Estonie                    |    | 2 min 40 s 05  |
| 28                                 | Jarmila Machačová     | Tchéquie                   |    | 2 min 46 s 30  |
| 29                                 | An Van Rie            | Belgique                   |    | 2 min 50 s 22  |
| 30                                 | Marta Vilajosana      | Espagne                    |    | 2 min 52 s 06  |
| 31                                 | Trine Schmidt         | Danemark                   |    | 2 min 59 s 46  |
| 32                                 | Eneritz Iturriaga     | Espagne                    |    | 3 min 4 s 02   |
| 33                                 | Alexandra Burchenkova | Russie                     |    | 3 min 15 s 01  |
| 34                                 | Daiva Tuslaite        | Lituanie                   |    | 3 min 20 s 07  |
| 35                                 | Mayuko Hagiwara       | Japon                      |    | 3 min 31 s 31  |
| 36                                 | Anna Zugno            | Italie                     |    | 3 min 41 s 23  |
| 37                                 | Elena Berlato         | Italie                     |    | 3 min 55 s 35  |
| 38                                 | Bogumiła Matusiak     | Pologne                    |    | 4 min 22 s 49  |
| 39                                 | Olivia Dillon         | Irlande                    |    | 4 min 25 s 06  |
| 40                                 | Hanna Talkanitsa      | Biélorussie                |    | 5 min 10 s 88  |
| 41                                 | Kathryn Bertine       | Saint-Christophe-et-Niévès |    | 5 min 20 s 61  |
| 42                                 | Heather Wilson        | Irlande                    |    | 5 min 22 s 56  |
| 43                                 | Polona Batagelj       | Slovénie                   |    | 8 min 37 s 31  |